# Monika Grigalauskytė

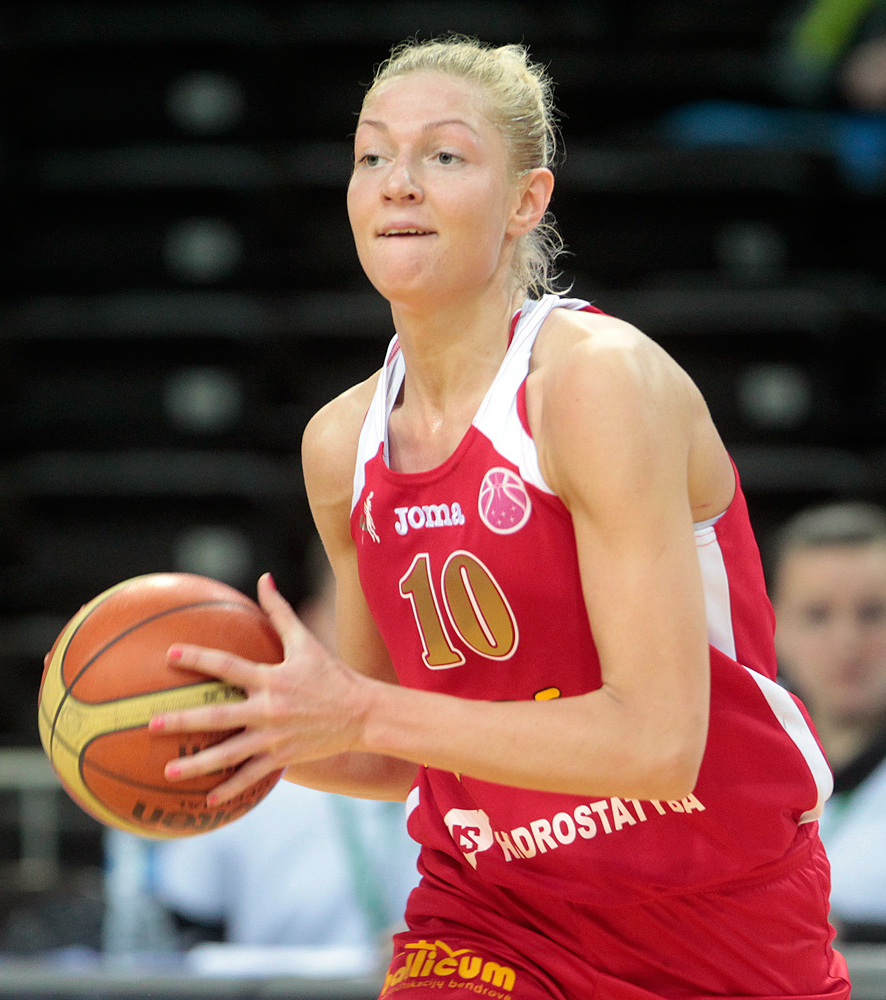

Monika Grigalauskytė (ur. 17 lutego 1992 w Płungianach) – litewska koszykarka występująca na pozycjach silnej skrzydłowej lub środkowej.
10 lipca 2017 została zawodniczką Energi Toruń.
12 lipca 2019 została zawodniczką tureckiego Izmiru Belediyespor.

## Osiągnięcia
Stan na 4 stycznia 2021, na podstawie, o ile nie zaznaczono inaczej.
Drużynowe
- Wicemistrzyni:
  - Węgier (2016)[5]
  - Litwy (2011)[6]
- Brąz mistrzostw Litwy (2015)[7]
- Finalistka pucharu Litwy (2014)[8]

Indywidualne
(* – oznacza nagrody przyznane przez portal eurobasket.com)
- MVP ligi litewskiej (2015)*[7]
- Najlepsza skrzydłowa ligi litewskiej (2015)*[7]
- Zaliczona do:
  - I składu ligi litewskiej (2015)*[7]
  - II składu ligi litewskiej (2011, 2013)*[6][9]
  - składu honorable mention ligi węgierskiej (2016)*[5]
- Uczestniczka meczu gwiazd ligi litewskiej (2012)[10]

Reprezentacja
- Uczestniczka:
  - mistrzostw Europy:
    - 2013 – 13. miejsce, 2015 – 8. miejsce
    - U–20 (2011 – 11. miejsce, 2012 – 9. miejsce)
    - U–18 (2009 – 6. miejsce, 2010 – 6. miejsce)
    - U–16 (2008 – 12. miejsce)
- Liderka w zbiórkach Eurobasketu: 
  - U–20 (13,9 – 2011)[11]
  - U–16  (2008)